# Florian Danho
Florian Thomas Danho Séké (Tolosa, 21 giugno 2000) è un calciatore francese, attaccante del Randers.

## Carriera
Ha iniziato la sua carriera calcistica in Francia con le maglie di Thonon Évian e Martigues. Nel 2021 ha firmato con lo Stade Lausanne-Ouchy che lo ha ceduto in prestito per una stagione allo Stade Nyonnais.
Rientrato a Losanna, ha debuttato in prima squadra il 7 agosto nel derby di Challenge League pareggiato 0-0 contro il Losanna. Ha segnato la prima rete il 19 ottobre contro il Vaduz.
Nel gennaio 2024 è stato ceduto in prestito al Famalicão fino al termine della stagione.

## Statistiche

### Presenze e reti nei club
Statistiche aggiornate al 25 maggio 2025.
| Stagione                    | Squadra                     | Campionato                  | Campionato | Campionato | Coppe nazionali | Coppe nazionali | Coppe nazionali | Coppe continentali | Coppe continentali | Coppe continentali | Altre coppe | Altre coppe | Altre coppe | Totale | Totale | Totale |
| Stagione                    | Squadra                     | Comp                        | Pres       | Reti       | Comp            | Pres            | Reti            | Comp               | Pres               | Reti               | Comp        | Pres        | Reti        | Pres   | Reti   |        |
| --------------------------- | --------------------------- | --------------------------- | ---------- | ---------- | --------------- | --------------- | --------------- | ------------------ | ------------------ | ------------------ | ----------- | ----------- | ----------- | ------ | ------ | ------ |
| 2019-2020                   | Thonon Évian                | N3                          | 0          | 0          | CF              | 1               | 0               | -                  | -                  | -                  | -           | -           | -           | 1      | 0      |        |
| 2020-2021                   | Martigues                   | N2                          | 4          | 1          | CF              | 0               | 0               | -                  | -                  | -                  | -           | -           | -           | 4      | 1      |        |
| 2021-2022                   | Stade Nyonnais              | PL                          | 19+5       | 4          | CS              | 1               | 0               | -                  | -                  | -                  | -           | -           | -           | 25     | 4      |        |
| 2022-2023                   | Stade Lausanne-Ouchy        | ChL                         | 27+2       | 7          | CS              | 2               | 0               | -                  | -                  | -                  | -           | -           | -           | 31     | 7      |        |
| 2023-gen. 2024              | Stade Lausanne-Ouchy        | SL                          | 15         | 2          | CS              | 3               | 1               | -                  | -                  | -                  | -           | -           | -           | 18     | 3      |        |
| Totale Stade Lausanne-Ouchy | Totale Stade Lausanne-Ouchy | Totale Stade Lausanne-Ouchy | 42+2       | 9          |                 | 5               | 1               |                    | -                  | -                  |             | -           | -           | 49     | 10     |        |
| gen.-giu. 2024              | Famalicão                   | PL                          | 10         | 1          | CP+CdL          | -               | -               | -                  | -                  | -                  | -           | -           | -           | 10     | 1      |        |
| 2024-2025                   | Randers                     | SL                          | 15+4       | 2          | CD              | 2               | 3               | -                  | -                  | -                  | -           | -           | -           | 21     | 5      |        |
| Totale carriera             | Totale carriera             | Totale carriera             | 101        | 17         |                 | 9               | 4               |                    | -                  | -                  |             | -           | -           | 110    | 21     |        |